# Mont Ventoux Dénivelé Challenges
Le Mont Ventoux Dénivelé Challenges est une course cycliste masculine d'un jour française créée en 2019 et qui se déroule entre Vaison-la-Romaine et le Mont Ventoux. L'épreuve, classée par l'UCI en catégorie 1.1 dans l'UCI Europe Tour jusqu'en 2022, est promu ProSeries en 2023. Une édition féminine est créée en 2022.

## Histoire
L'épreuve a lieu un mardi, trois semaines avant le départ du Tour de France, et au surlendemain du Critérium du Dauphiné. La veille, la cyclosportive internationale Santini Grandfondo Mont Ventoux accueille plus de 2 500 participants. C'est la première fois depuis la dernière édition du Tour du Vaucluse en 1998, qu'une course professionnelle est organisée dans le Vaucluse.
Le tracé de la course professionnelle comprend 173 kilomètres à travers le Vaucluse, pour 4 100 mètres de dénivelé. Le départ est donné de Vaison-la-Romaine. Les coureurs doivent ensuite gravir les cols des Aires et de l'Homme Mort, avant l'ascension du Mont Ventoux, abordé par Bédoin,.
Il s'agit de la première course d'un jour pour les grimpeurs depuis la Pro Ötztaler 5500 disputée en Autriche en 2017. Pour une course française, il faut remonter à la Classique des Alpes en 2004. En 2021, la Mercan'Tour Classic Alpes-Maritimes, une autre classique pour grimpeur est créée en France.
Depuis l'édition 2020, cette course est nommée officiellement, pour raison de partenariat, CIC-Mont Ventoux Dénivelé Challenges.
En 2022, la course prend une nouvelle dimension, avec une édition féminine, courue le même journée, en matinal de l'édition masculine mais elle n'est pas reconduite en 2023, faute de financement possible.
L'édition 2024 est annulée en raison du passage en juin dans le Vaucluse de la flamme olympique des Jeux olympiques d'été de 2024.
L’édition 2025 est annulée en raison de difficultés financières rencontrées par l’organisateur.

## Palmarès

### Palmarès masculin
| Année | Vainqueur          | Deuxième                     | Troisième        |                  |
| ----- | ------------------ | ---------------------------- | ---------------- | ---------------- |
| 2019  | Jesús Herrada      | Romain Bardet                | Rein Taaramäe    |                  |
| 2020  | Aleksandr Vlasov   | Richie Porte                 | Guillaume Martin |                  |
| 2021  | Miguel Ángel López | Óscar Rodríguez Garaicoechea | Enric Mas        |                  |
| 2022  | Ruben Guerreiro    | Esteban Chaves               | Michael Storer   |                  |
| 2023  | Lenny Martinez     | Michael Woods                | Simon Carr       |                  |
| 2025  | annulé/abandonné   | annulé/abandonné             | annulé/abandonné | annulé/abandonné |

### Palmarès féminin
| Année | Vainqueur        | Deuxième         | Troisième        |                  |
| ----- | ---------------- | ---------------- | ---------------- | ---------------- |
| 2022  | Marta Cavalli    | Clara Koppenburg | Évita Muzic      |                  |
| 2023  | annulé/abandonné | annulé/abandonné | annulé/abandonné | annulé/abandonné |